# Premios Shamus
El Premio Shamus es otorgado por el Private Eye Writers of America (PWA) a las mejores novelas de ficción del género de detectives y cuentos cortos del año.
El premio se otorga anualmente para reconocer los logros sobresalientes en novelas de detectives privados. Los premios son anunciados en la Bouchercon World Mystery Convention, durante el banquete de los premios PWA.

## Categorías
| Título                                                           | Premiado desde |
| ---------------------------------------------------------------- | -------------- |
| Mejor Novela de tapa dura P. I.                                  | 1982           |
| Mejor Primera Novela P. I.                                       | 1985           |
| Mejor P. I. libro Original                                       | 1982           |
| THE EYE – Premio a la Trayectoria                                | 1982           |
| Mejor historia corta P. I.                                       | 1983           |
| St. Martins' Press/ PWA Primer Concurso de Novelas de Detectives | 1986           |
| Friends of PWA                                                   | 2002           |
| Mejor P. I. Serie/personajes – The Hammer                        | 2007           |
| Fuente: Página de Private Eye Writers of America                 |                |

## Ganadores

### Mejor novela P. I. de Tapa dura
| Año                                              | Ganador                  | Título                          | Publicación                              | Traducción                        | Publicación                              |
| ------------------------------------------------ | ------------------------ | ------------------------------- | ---------------------------------------- | --------------------------------- | ---------------------------------------- |
| 1982                                             | Bill Pronzini            | Hoodwink                        | St. Martin’s Press. 9780312389697.       |                                   |                                          |
| 1983                                             | Lawrence Block           | Eight Million Ways to Die       | Arbor House. 9780877954057.              | Ocho millones de maneras de morir | Júcar. 978-84-334-3617-7.                |
| 1984                                             | Max Allan Collins        | True Detective                  | St. Martin’s Press. 9780312820510.       |                                   |                                          |
| 1985                                             | Loren D. Estleman        | Sugartown                       | Houghton Mifflin. 9780395364499.         | La ciudad de azúcar               | Arin. 8434404036.                        |
| 1986                                             | Sue Grafton              | "B" Is for Burglar              | Tandem Library. 978-0613502719.          | "B" de bestias                    | Tusquets. 978-84-7223-876-3.             |
| 1987                                             | Jeremiah Healy           | The Staked Goat                 | Harper & Row. 9780060155155.             |                                   |                                          |
| 1988                                             | Benjamin Schutz          | A Tax in Blood                  | T. Doherty Associates. 9780312944216.    |                                   |                                          |
| 1989                                             | John Lutz                | Kiss                            | Henry Holt. 9780805004120.               |                                   |                                          |
| 1990                                             | Jonathan Valin           | Extenuating Circumstances       | Delacorte Press. 9780385296830.          |                                   |                                          |
| 1991                                             | Sue Grafton              | "G" Is for Gumshoe              | Henry Holt & Company. 9780805004618.     | G de guardaespaldas               | Tusquets. 978-84-8383-127-4.             |
| 1992                                             | Max Allan Collins        | Stolen Away                     | Bantam Books. 9780553352337.             |                                   |                                          |
| 1993                                             | Harold Adams             | The Man Who was Taller Than God | Walker & Co. 9780802712394.              |                                   |                                          |
| 1994                                             | Lawrence Block           | The Devil Knows You're Dead     | William Morrow. 9780688121921.           |                                   |                                          |
| 1995                                             | Sue Grafton              | "K" Is for Killer               | Henry Holt & Company. 9780805019360.     | K de Kinsey                       | Círculo de Lectores. 978-84-226-7185-5.  |
| 1996                                             | S. J. Rozan              | Concourse                       | St. Martin’s Press. 9780312134532.       | Manos de sangre                   | La Factoría de Ideas. 978-84-9800-353-6. |
| 1997                                             | Robert Crais             | Sunset Express                  | Hyperion. 9780786860968.                 |                                   |                                          |
| 1998                                             | Terence Faherty          | Come Back Dead                  | Simon & Schuster. 9780786860968.         |                                   |                                          |
| 1999                                             | Bill Pronzini            | Boobytrap                       | Carroll & Graf. 9780786705054.           |                                   |                                          |
| 2000                                             | Don Winslow              | California Fire and Life        | Alfred A. Knopf. 9780679454311.          |                                   |                                          |
| 2001                                             | Carolina Garcia-Aguilera | Havana Heat                     | William Morrow. 9780380977802.           |                                   |                                          |
| 2002                                             | S. J. Rozan              | Reflecting the Sky              | St. Martin’s Minotaur. 9780312244279.    |                                   |                                          |
| 2003                                             | James W. Hall            | Blackwater Sound                | St. Martin’s Press. 9780312203849.       |                                   |                                          |
| 2004                                             | Ken Bruen                | The Guards                      | St. Martin's Press. 9780312303556.       | Maderos                           | Tropismos. 978-84-96454-17-0.            |
| 2005                                             | Ed Wright                | While I Disappear               | Putnam’s Sons. 978-0399151989.           |                                   |                                          |
| 2006                                             | Michael Connelly         | The Lincoln Lawyer              | Little, Brown & Company. 9780316734936.  | El inocente                       | Ediciones B. 978-84-666-3260-7.          |
| 2007                                             | Ken Bruen                | The Dramatist                   | St. Martin's Press. 9780312316471.       | El dramaturgo                     | ViaMagna. 978-84-92431-82-3.             |
| 2008                                             | Reed Farrel Coleman      | Soul Patch                      | Bleak House Books. 9781932557411.        |                                   |                                          |
| 2009                                             | Reed Farrel Coleman      | Empty Ever After                | Bleak House Books. 9781932557640.        |                                   |                                          |
| 2010                                             | Marcia Muller            | Locked In                       | Grand Central Publishers. 9780446581059. |                                   |                                          |
| 2011                                             | Lori Armstrong           | No Mercy                        | Simon & Schuster. 9781416590958.         |                                   |                                          |
| 2012                                             | Michael Wiley            | A Bad Night's Sleep             | Minotaur Books. 9780312552244.           |                                   |                                          |
| 2013                                             | Robert Crais             | Taken                           | Putnam's Sons. 9780399158278.            | Secuestrados                      | Roca. 978-84-9918-655-9.                 |
| 2014                                             | Brad Parks               | The Good Cop                    | Minotaur Books. 9781250005526.           |                                   |                                          |
| 2015                                             | David Rosenfelt          | Hounded                         | Minotaur Books. 9781250024749.           |                                   |                                          |
| 2016                                             | Ingrid Thoft             | Brutality                       | Putnam's Sons. 978-0399171185.           |                                   |                                          |
| 2017                                             | Reed Farrel Coleman      | Where It Hurts                  | Putnam's Sons. 9780399173035.            |                                   |                                          |
| 2018                                             | T. Jefferson Parker      | The Room of White Fire          | Putnam's Sons. 9780735212664.            |                                   |                                          |
| 2019                                             | Kristen Lepionka         | What You Want to See            | Minotaur Books. 9781250120533.           |                                   |                                          |
| 2020                                             | Matt Coyle               | Lost Tomorrows                  | Oceanview Publishing. 9781608092451.     |                                   |                                          |
| 2021                                             | Matt Coyle               | Lost Tomorrows                  | Oceanview Publishing. 9781608094004.     |                                   |                                          |
| 2022                                             | S. J. Rozan              | Family Business                 | Pegasus Crime. 9781643138299.            |                                   |                                          |
| 2023                                             | Jonathan Ames            | The Wheel of Doll               | Mulholland Books. 9780316288156.         |                                   |                                          |
| 2024                                             | Will Thomas              | Heart of the Nile               | Minotaur Books. 978-1250292025.          |                                   |                                          |
| Fuente: Página de Private Eye Writers of America |                          |                                 |                                          |                                   |                                          |

### Mejor Primera Novela P. I.
| Año                                              | Ganador             | Título                       | Publicación                              | Traducción                  | Publicación                              |
| ------------------------------------------------ | ------------------- | ---------------------------- | ---------------------------------------- | --------------------------- | ---------------------------------------- |
| 1985                                             | Jack Early          | A Creative Kind of Killer    | Watts Publishing. 9780531098356.         |                             |                                          |
| 1986                                             | Wayne Warga         | Hardcover                    | Arbor House. 9780877957492.              |                             |                                          |
| 1987                                             | J. W. Rider         | Jersey Tomatoes              | Arbor House. 9780877957935.              |                             |                                          |
| 1988                                             | Michael Allegretto  | Death on the Rocks           | Scribner’s. 9780684187587.               |                             |                                          |
| 1989                                             | Gar Anthony Haywood | Fear of the Dark             | St. Martin’s Press. 9780312017965.       |                             |                                          |
| 1990                                             | Karen Kijewski      | Katwalk                      | St. Martin’s Press. 9780312029692.       |                             |                                          |
| 1991                                             | Walter Mosley       | Devil in a Blue Dress        | W. W. Norton. 9780393028546.             | El demonio vestido de azul  | Anagrama. 978-84-339-0655-7.             |
| 1992                                             | Thomas Davis        | Suffer Little Children       | Walker & Co. 9780802732057.              |                             |                                          |
| 1993                                             | John Straley        | The Woman Who Married a Bear | Soho Press. 9780939149643.               |                             |                                          |
| 1994                                             | Lynn Hightower      | Satan's Lambs                | Walker & Co. 9780802712295.              |                             |                                          |
| 1995                                             | Dennis Lehane       | A Drink Before the War       | Harcourt Brace & Company. 9780151000937. | Un trago antes de la guerra | RBA. 978-84-9867-557-3.                  |
| 1996                                             | Richard Barre       | The Innocents                | Walker & Co. 9780802732613.              |                             |                                          |
| 1997                                             | Carol Lea Benjamin  | This Dog for Hire            | Walker & Co. 9780802732927.              |                             |                                          |
| 1998                                             | Rick Riordan        | Big Red Tequila              | Bantam Books. 9780553576443.             |                             |                                          |
| 1999                                             | Steve Hamilton      | A Cold Day in Paradise       | St. Martin’s Press. 9780312192488.       | Sangre bajo cero            | La Factoría de Ideas. 978-84-9800-270-6. |
| 2000                                             | John Connolly       | Every Dead Thing             | Hodder & Stoughton. 9780340728970.       | Todo lo que muere           | Tusquets. 978-84-8310-261-9.             |
| 2001                                             | Bob Truluck         | Street Level                 | Thomas Dunne Books. 9780312266264.       |                             |                                          |
| 2002                                             | David Fulmer        | Chasing the Devil's Tail     | Poisoned Pen Press. 9781890208844.       |                             |                                          |
| 2003                                             | Eddie Muller        | The Distance                 | Scribner’s. 9780743214438.               |                             |                                          |
| 2004                                             | Peter Spiegelman    | Black Maps                   | Vintage Books. 9781400033591.            | Dinero negro                | El Andén. 978-84-96929-32-6.             |
| 2005                                             | Ingrid Black        | The Dead                     | Thomas Dunne Books. 9780312326326.       |                             |                                          |
| 2006                                             | Louise Ure          | Forcing Amaryllis            | Mysterious Press. 9780892960095.         |                             |                                          |
| 2007                                             | Declan Hughes       | The Wrong Kind of Blood      | William Morrow. 9780060825461.           |                             |                                          |
| 2008                                             | Sean Chercover      | Big City, Bad Blood          | William Morow. 9780061128677.            |                             |                                          |
| 2009                                             | Ian Vasquez         | In the Heat                  | St. Martin's Minotaur. 9780312378097.    |                             |                                          |
| 2010                                             | Brad Parks          | Faces of the Gone            | Minotaur Books. 9780312574772.           |                             |                                          |
| 2011                                             | Michael Ayoob       | In Search of Mercy           | Minotaur Books. 9781429947282.           |                             |                                          |
| 2012                                             | P.G. Sturges        | The Shortcut Man             | Scribner’s. 9781439194171.               |                             |                                          |
| 2013                                             | Michael Sears       | Black Fridays                | Putnam's Sons. 9780399158667.            |                             |                                          |
| 2014                                             | Lachlan Smith       | Bear is Broken               | Mysterious Press. 9780802120793.         |                             |                                          |
| 2015                                             | Julia Dahl          | Invisible City               | Minotaur Books. 9781250043399.           |                             |                                          |
| 2016                                             | Lisa Sandlin        | The Do-Right                 | Cinco Puntos Press. 9781941026199.       |                             |                                          |
| 2017                                             | Joe Ide             | IQ                           | Mulholland Books. 9780316267724.         | IQ                          | Alianza. 978-84-9181-278-4.              |
| 2018                                             | Kristen Lepionka    | The Last Place You Look      | Minotaur Books. 9781250120519.           |                             |                                          |
| 2019                                             | Katrina Carrasco    | The Best Bad Things          | Farrar, Straus & Giroux. 9780374123697.  |                             |                                          |
| 2020                                             | No se concedió      | No se concedió               | No se concedió                           | No se concedió              | No se concedió                           |
| 2021                                             | Kwei Quartey        | The Missing American         | Soho Crime. 9781641292122.               |                             |                                          |
| 2022                                             | Gregory Stout       | Lost Little Girl             | Level Best Books. 9781685120450.         |                             |                                          |
| 2023                                             | Philip Miller       | The Goldenacre               | Soho Crime. 9781641294270.               |                             |                                          |
| Fuente: Página de Private Eye Writers of America |                     |                              |                                          |                             |                                          |

### Mejor Libro P. I. en rústica
| Año                                              | Ganador                | Título                                         | Publicación                           | Traducción    | Publicación                     |
| ------------------------------------------------ | ---------------------- | ---------------------------------------------- | ------------------------------------- | ------------- | ------------------------------- |
| 1982                                             | Max Byrd               | California Thriller                            | Bantam Books. 9780553145083.          |               |                                 |
| 1983                                             | William Campbell Gault | The Cana Diversion                             | Worldwide. 9780373630295.             |               |                                 |
| 1984                                             | Paul Engleman          | Dead in Center Field                           | Ballantine Books. 9780345309358.      |               |                                 |
| 1985                                             | Warren Murphy          | Ceiling of Hell                                | Fawcett Crest. 9780449125540.         |               |                                 |
| 1986                                             | Earl Emerson           | Poverty Bay                                    | Avon Books. 9780380896479.            |               |                                 |
| 1987                                             | Rob Kantner            | The Back Door Man                              | Bantam Books. 9780380896479.          |               |                                 |
| 1988                                             | L.J. Washburn          | Wild Night                                     | Curley Publishers. 9780792701897.     |               |                                 |
| 1989                                             | Rob Kantner            | Dirty Work                                     | Bantam Books. 9780553272215.          |               |                                 |
| 1990                                             | Rob Kantner            | Hell's Only Half Full                          | Bantam Books. 9780553282597.          |               |                                 |
| 1991                                             | W. Glenn Duncan        | Rafferty: Fatal Sisters                        | Fawcett Books. 9780449145524.         |               |                                 |
| 1992                                             | Paul Kemprecos         | Cool Blue Tomb                                 | Batam Books. 9780553288810.           |               |                                 |
| 1993                                             | Marele Day             | The Last Tango of Dolores Delgado              | Hodder & Stoughton. 9780340613498.    |               |                                 |
| 1994                                             | Rodman Philbrick       | Brothers and Sinners                           | Penguin Books. 9780451176776.         |               |                                 |
| 1995                                             | Ed Goldberg            | Served Cold                                    | West Coast Crime. 9781883303129.      |               |                                 |
| 1996                                             | William Jaspersohn     | Native Angels                                  | Bantam Books. 9780553569940.          |               |                                 |
| 1997                                             | Harlan Coben           | Fade Away                                      | Dell Publishers. 9780440222682.       | Tiempo muerto | Ediciones B. 978-84-406-8948-1. |
| 1998                                             | Laura Lippman          | Charm City                                     | Avon Books. 9780380788767.            |               |                                 |
| 1999                                             | Steven Womack          | Murder Manual                                  | Ballantine Books. 9780345414472.      |               |                                 |
| 2000                                             | Laura Lippman          | In Big Trouble                                 | Avon Books. 9780380798476.            |               |                                 |
| 2001                                             | Thomas Lipinski        | Death in the Steel City                        | Avon Twilight. 9780380794324.         |               |                                 |
| 2002                                             | Lyda Morehouse         | Archangel Protocol                             | New American Library. 9780451458278.  |               |                                 |
| 2003                                             | D. Daniel Judson       | The Poisoned Rose                              | Bantam Books. 9780553584196.          |               |                                 |
| 2004                                             | Andy Straka            | Cold Quarry                                    | Signet. 9780451208439.                |               |                                 |
| 2005                                             | Max Phillips           | Fade to Blonde                                 | Dorchester Publishing. 9780843953503. |               |                                 |
| 2006                                             | Reed Farrell Coleman   | The James Deans                                | Plume. 978-0452286504.                |               |                                 |
| 2007                                             | P. J. Parrish          | An Unquiet Grave                               | Kensington Books. 9780786016075.      |               |                                 |
| 2008                                             | Richard Aleas          | Songs of Innocence                             | Hard Case Crime. 9780857683892.       |               |                                 |
| 2009                                             | Lori Armstrong         | Snow Blind                                     | Medaillon Press. 9781933836591.       |               |                                 |
| 2010                                             | Ira Berkowitz          | Sinner's Ball                                  | Three Rivers Press. 9780307461926.    |               |                                 |
| 2011                                             | Christopher G. Moore   | Asia Hand                                      | Black Cat. 9780802170736.             |               |                                 |
| 2012                                             | Duane Swierczynski     | Fun & Games                                    | Mulholland Books. 9780316133289.      |               |                                 |
| 2013                                             | Alison Gaylin          | And She Was                                    | Harper. 9780061878206.                |               |                                 |
| 2014                                             | P.J. Parrish           | Heart of Ice                                   | Pocket Books. 9781439189375.          |               |                                 |
| 2015                                             | Vincent Zandri         | Moonlight Weeps                                | Down & Out Books. 9781937495749.      |               |                                 |
| 2016                                             | J.L. Abramo            | Circling the Runway                            | Down & Out Books. 9781937495879.      |               |                                 |
| 2017                                             | Vaseem Khan            | The Perplexing Theft of the Jewel in the Crown | Mullholland Books. 9781473612327.     |               |                                 |
| 2018                                             | Rich Zahradnik         | Lights Out Summer                              | Camel Press. 9781603812139.           |               |                                 |
| 2019                                             | Max Wirestone          | The Questionable Behavior of Dahlia Moss       | Redhook Books. 9780316386050.         |               |                                 |
| 2020                                             | James D.F. Hannah      | Behind the Wall of Sleep                       | Down & Out Books. 9781643961767.      |               |                                 |
| 2021                                             | Richard Helms          | Brittle Karma                                  | Black Arch Books. 9780971015975.      |               |                                 |
| 2022                                             | John McFetridge        | Every City is Every Other City                 | ECW Press. 9781770415416.             |               |                                 |
| 2023                                             | J.R. Sanders           | Dead-Bang Fall                                 | Level Best Books. 978-1685120948.     |               |                                 |
| 2024                                             | Gabriel Valjan         | Liar’s Dice                                    | Level Best Books. 978-1685122065.     |               |                                 |
| Fuente: Página de Private Eye Writers of America |                        |                                                |                                       |               |                                 |

### THE EYE – Premio a la trayectoria
(No otorgado en 1990, 1996, 1998, 2001, 2003, 2005, 2014, 2019, 2020, 2022 y 2023)
| Año                                              | Ganador                      |
| ------------------------------------------------ | ---------------------------- |
| 1982                                             | Ross Macdonald               |
| 1983                                             | Mickey Spillane              |
| 1984                                             | William Campbell Gault       |
| 1985                                             | Howard Browne                |
| 1986                                             | Richard S. Prather           |
| 1987                                             | Bill Pronzini                |
| 1988                                             | Dennis Lynds y Wade Miller   |
| 1991                                             | Roy Huggins                  |
| 1992                                             | Joseph Hansen                |
| 1993                                             | Marcia Muller                |
| 1994                                             | Stephen J. Cannell           |
| 1995                                             | John Lutz y Robert B. Parker |
| 1997                                             | Stephen Marlowe              |
| 1999                                             | Maxine O'Callaghan           |
| 2000                                             | Edward D. Hoch               |
| 2002                                             | Lawrence Block               |
| 2004                                             | Donald Westlake              |
| 2006                                             | Max Allan Collins            |
| 2007                                             | Stuart M. Kaminsky           |
| 2008                                             | Joe Gores                    |
| 2009                                             | Robert J. Randisi            |
| 2010                                             | Robert Crais                 |
| 2011                                             | Ed Gorman                    |
| 2013                                             | Loren D. Estleman            |
| 2015                                             | Parnell Hall                 |
| 2016                                             | S. J. Rozan                  |
| 2017                                             | Jerry Kennealy               |
| 2018                                             | Walter Mosley                |
| 2021                                             | Michael Z. Lewin             |
| Fuente: Página de Private Eye Writers of America |                              |

### Mejor personaje en serie P. I. – The Hammer
Se entregó entre 2007-2012 y en 2014 
| Año                                              | Serie/Personaje    | Autor              |
| ------------------------------------------------ | ------------------ | ------------------ |
| 2007                                             | Shell Scott        | Richard S. Prather |
| 2008                                             | Nameless Detective | Bill Pronzini      |
| 2009                                             | Matt Scudder       | Lawrence Block     |
| 2010                                             | Sharon McCone      | Marcia Muller      |
| 2011                                             | V.I. Warshawski    | Sara Paretsky      |
| 2012                                             | Nate Heller        | Max Allan Collins  |
| 2014                                             | Kinsey Millhone    | Sue Grafton        |
| Fuente: Página de Private Eye Writers of America |                    |                    |